# Asatly
Asatly är en ort i Azerbajdzjan.   Den ligger i distriktet Sabirabad Rayonu, i den sydöstra delen av landet, 120 kilometer väster om huvudstaden Baku. Antalet invånare är 1 419.
Terrängen runt Asatly är mycket platt. Runt Asatly är det ganska tätbefolkat, med 72 invånare per kvadratkilometer.. Närmaste större samhälle är Saatlı, 15,7 kilometer sydväst om Asatly.
Trakten runt Asatly består till största delen av jordbruksmark.